# Espectros de Hades
Los Espectros de Hades (冥闘士（スペクター） Supekutā?, Spectre) son los integrantes del ejército de Hades del manga y anime Saint Seiya conocido como Los Caballeros del Zodiaco. Son los espíritus que se encuentran sellados junto con Hades y poseen cuerpos para luchar en el nombre de este dios. En la guerra santa anterior se enfrentaron contra los 88 Caballeros de Athena activos en esa época. Todos los espectros murieron y sus almas fueron encerradas por Athena en una torre al Oeste de los cinco picos de China. Luego de la batalla de los Caballeros de Bronce contra Poseidón, el sello de Atenea se rompe, liberando sus espíritus. Sus armaduras son casi siempre de colores oscuros y tenues.

## Los 108 Masei
| Obras oficiales de Saint Seiya | Obras oficiales de Saint Seiya | Obras oficiales de Saint Seiya | Obras oficiales de Saint Seiya | Obras oficiales de Saint Seiya | Obras oficiales de Saint Seiya |
| Estrella Maligna               | Estrella Maligna               | Saga de Hades                  | Next Dimension                 | The Lost Canvas                | Meiō Iden Dark Wing            |
| ------------------------------ | ------------------------------ | ------------------------------ | ------------------------------ | ------------------------------ | ------------------------------ |
| 天魁星                         | Tenkaisei                      | —                              | —                              | Yoma de Mefistófeles           | —                              |
| 天罡星                         | Tenkōsei                       | —                              | —                              | —                              | —                              |
| 天機星                         | Tenkisei                       | —                              | —                              | —                              | —                              |
| 天間星                         | Tenkansei                      | Caronte de Aqueronte           | Nyan de Aqueronte              | Caronte de Aqueronte           | —                              |
| 天勇星                         | Ten'yūsei                      | —                              | —                              | —                              | —                              |
| 天雄星                         | Ten'yūsei                      | Aiacos de Garuda               | Suikyō de Garuda               | Aiacos de Garuda               | Matsuri de Garuda              |
| 天猛星                         | Tenmōsei                       | Rhadamanthys de Wyvern         | Chagall de Wyvern              | Rhadamanthys de Wyvern         | Shoichiro de Wyvern            |
| 天威星                         | Ten'isei                       | —                              | —                              | Byaku de Nigromante            | Charlotte de Nigromante        |
| 天英星                         | Ten'eisei                      | Lune de Balrog                 | —                              | Lune de Balrog                 | —                              |
| 天貴星                         | Tenkisei                       | Minos de Grifo                 | Vermeer de Grifo               | Minos de Grifo                 | Lucas de Grifo                 |
| 天富星                         | Tenfūsei                       | —                              | —                              | —                              | —                              |
| 天満星                         | Tenmasei                       | Queen de Alrune                | —                              | Queen de Alrune                | —                              |
| 天孤星                         | Tenkosei                       | —                              | —                              | Violeta de Behemoth            | —                              |
| 天傷星                         | Tenshōsei                      | —                              | —                              | Fiódor de Mandrágora           | —                              |
| 天立星                         | Tenritsusei                    | —                              | —                              | Luco de Dríade                 | —                              |
| 天捷星                         | Tenshōsei                      | Sílfide de Basilisco           | —                              | Sílfide de Basilisco           | —                              |
| 天暗星                         | Ten'ansei                      | —                              | —                              | Youssef de Serket              | —                              |
| 天祐星                         | Ten'yūsei                      | —                              | —                              | —                              | —                              |
| 天空星                         | Tenkūsei                       | —                              | —                              | —                              | —                              |
| 天速星                         | Tensokusei                     | —                              | —                              | —                              | —                              |
| 天異星                         | Ten'isei                       | —                              | —                              | —                              | —                              |
| 天殺星                         | Tensatsusei                    | —                              | —                              | —                              | —                              |
| 天微星                         | Tenbisei                       | —                              | —                              | —                              | —                              |
| 天究星                         | Tenkyūsei                      | —                              | —                              | Verónica de Nasu               | —                              |
| 天退星                         | Tentaisei                      | —                              | —                              | Gregor de Genbu                | —                              |
| 天寿星                         | Tenjusei                       | —                              | —                              | Earheart de Vampiro            | —                              |
| 天剣星                         | Tenkensei                      | —                              | —                              | —                              | —                              |
| 天平星                         | Tenkakusei                     | Rock de Golem                  | —                              | —                              | —                              |
| 天平星                         | Tenpeisei                      | —                              | —                              | —                              | —                              |
| 天異星                         | Tenmeisei                      | —                              | —                              | Erythro de Dawon               | —                              |
| 天罪星                         | Tenzaisei                      | Flegias de Licaón              | —                              | Flegias de Licaón              | —                              |
| 天損星                         | Tensonsei                      | —                              | —                              | Chris de Cetus                 | —                              |
| 天敗星                         | Tenpaisei                      | Iván de Troll                  | —                              | —                              | —                              |
| 天牢星                         | Tenrōsei                       | Gordon de Minotauro            | —                              | Gordon de Minotauro            | —                              |
| 天慧星                         | Tenkeisei                      | —                              | —                              | —                              | —                              |
| 天暴星                         | Tenbōsei                       | —                              | —                              | Kagaho de Bennu                | —                              |
| 天哭星                         | Tenkokusei                     | Valentine de Harpía            | —                              | Valentine de Harpía            | Zhu de Harpía                  |
| 天巧星                         | Tenkōsei                       | —                              | —                              | Tokusa de Hanumán              | —                              |
| 天獣星                         | Tenjūsei                       | Pharaoh de Esfinge             | —                              | Pharaoh de Esfinge             | Esther de Esfinge              |
| 天平星                         | Teninsei                       | —                              | —                              | —                              | —                              |
| 天平星                         | Tenshūsei                      | Stand de Escarabajo Mortal     | —                              | Stand de Escarabajo Mortal     | —                              |
| 地魁星                         | Chikaisei                      | —                              | —                              | Atavaka                        | —                              |
| 地煞星                         | Chisatsusei                    | —                              | —                              | —                              | —                              |
| 地勇星                         | Chiyūsei                       | —                              | —                              | —                              | —                              |
| 地傑星                         | Chiketsusei                    | —                              | —                              | —                              | —                              |
| 地雄星                         | Chiyusei                       | —                              | —                              | —                              | —                              |
| 地威星                         | Chiisei                        | —                              | —                              | —                              | —                              |
| 地因星 / 地英星                | Chieisei                       | —                              | —                              | Raybould de Upir               | —                              |
| 地奇星                         | Chikisei                       | Zeros de Rana                  | Miyan de Rana                  | Zeros de Rana                  | —                              |
| 地猛星                         | Chimōsei                       | —                              | —                              | —                              | —                              |
| 地文星                         | Chibunsei                      | —                              | —                              | —                              | —                              |
| 地正星                         | Chiseisei                      | —                              | —                              | —                              | —                              |
| 地闊星                         | Chikatsusei                    | Kafka de Arlequín Mortal       | —                              | —                              | —                              |
| 地闘星                         | Chitōsei                       | —                              | —                              | —                              | —                              |
| 地強星                         | Chikyosei                      | —                              | —                              | —                              | —                              |
| 地暗星                         | Chiansei                       | Niobe de Profundo              | —                              | Niobe de Profundo              | —                              |
| 地軸星                         | Chijikusei                     | —                              | —                              | —                              | —                              |
| 地会星                         | Chikaisei                      | —                              | —                              | —                              | —                              |
| 地佐星                         | Chisasei                       | —                              | —                              | —                              | —                              |
| 地祐星                         | Chiyūsei                       | —                              | —                              | —                              | —                              |
| 地霊星                         | Chireisei                      | —                              | —                              | —                              | —                              |
| 地獣星                         | Chijūsei                       | —                              | —                              | Cheshire de Cait Sith          | —                              |
| 地微星                         | Chibisei                       | —                              | —                              | —                              | —                              |
| 地急星                         | Chikyūsei                      | —                              | —                              | —                              | —                              |
| 地暴星                         | Chibōsei                       | Giganto de Cíclope             | —                              | Giganto de Cíclope             | —                              |
| 地然星                         | Chizensei                      | —                              | —                              | —                              | —                              |
| 地好星                         | Chikōsei                       | —                              | —                              | —                              | —                              |
| 地狂星                         | Chikyōsei                      | —                              | —                              | —                              | —                              |
| 地飛星                         | Chihisei                       | —                              | —                              | Edward de Silfo                | —                              |
| 地走星                         | Chisōsei                       | Ochs de Gorgona                | —                              | —                              | —                              |
| 地巧星                         | Chikosei                       | —                              | —                              | —                              | —                              |
| 地明星                         | Chimeisei                      | —                              | —                              | —                              | —                              |
| 地進星                         | Chishinsei                     | —                              | —                              | —                              | —                              |
| 地退星                         | Chitaisei                      | —                              | —                              | —                              | —                              |
| 地満星                         | Chimansei                      | —                              | —                              | —                              | —                              |
| 地遂星                         | Chisuisei                      | —                              | —                              | —                              | —                              |
| 地周星                         | Chishūsei                      | —                              | —                              | —                              | —                              |
| 地隠星                         | Chiinsei                       | —                              | —                              | —                              | —                              |
| 地異星                         | Chiisei                        | —                              | —                              | —                              | —                              |
| 地理星                         | Chirisei                       | Fabio                          | —                              | —                              | —                              |
| 地俊星                         | Chishunsei                     | —                              | —                              | —                              | —                              |
| 地楽星                         | Chigakusei                     | —                              | —                              | —                              | —                              |
| 地捷星                         | ChiShōsei                      | —                              | —                              | —                              | —                              |
| 地速星                         | Chisokusei                     | —                              | —                              | —                              | —                              |
| 地鎮星                         | Chichinsei                     | —                              | —                              | Kageboshi                      | —                              |
| 地稽星                         | Chikeisei                      | —                              | —                              | —                              | —                              |
| 地魔星                         | Chimasei                       | Isolde                         | —                              | —                              | —                              |
| 地妖星                         | Chiyōsei                       | Myu de Papillon                | Giulietta de Papillon          | Myu de Papillon                | —                              |
| 地幽星                         | Chiyūsei                       | —                              | —                              | —                              | —                              |
| 地伏星                         | Chifukusei                     | Raimi de Gusano                | —                              | Raimi de Gusano                | —                              |
| 地僻星                         | Chihekisei                     | —                              | —                              | —                              | —                              |
| 地空星                         | Chikūsei                       | —                              | —                              | —                              | —                              |
| 地孤星                         | Chikosei                       | —                              | —                              | —                              | —                              |
| 地全星                         | Chizensei                      | —                              | —                              | —                              | —                              |
| 地短星                         | Chitansei                      | —                              | —                              | —                              | —                              |
| 地角星                         | Chikakusei                     | —                              | —                              | —                              | —                              |
| 地囚星                         | Chishūsei                      | Gerald                         | —                              | —                              | —                              |
| 地蔵星                         | Chizōsei                       | —                              | —                              | —                              | —                              |
| 地平星                         | Chiheisei                      | —                              | —                              | —                              | —                              |
| 地損星                         | Chisonsei                      | —                              | —                              | —                              | —                              |
| 地奴星                         | Chidosei                       | —                              | —                              | —                              | —                              |
| 地察星                         | Chisatsusei                    | —                              | —                              | Wimber de Murciélago           | —                              |
| 地悪星                         | Chiakusei                      | —                              | —                              | —                              | —                              |
| 地醜星                         | Chishuusei                     | —                              | —                              | —                              | —                              |
| 地数星                         | Chisūsei                       | —                              | —                              | —                              | —                              |
| 地陰星                         | Chiinsei                       | Cube de Dullahan               | —                              | Cube de Dullahan               | —                              |
| 地刑星                         | Chikeisei                      | —                              | —                              | —                              | —                              |
| 地壮星                         | Chisōsei                       | —                              | —                              | —                              | —                              |
| 地劣星                         | Chiretsusei                    | Mills de Elfo                  | —                              | —                              | —                              |
| 地健星                         | Chikensei                      | —                              | —                              | —                              | —                              |
| 地耕星                         | Chikōsei                       | —                              | —                              | —                              | —                              |
| 地賊星                         | Chizokusei                     | —                              | —                              | —                              | —                              |
| 地狗星                         | Chikyūsei                      | —                              | —                              | —                              | Suzuri de Laelaps              |

## Espectros de Saint Seiya

### Los tres jueces del infierno
Los tres jueces del infierno (冥界三巨頭 Meikai Sankyotō?) son los espectros más poderosos de Hades y comandan al ejército de espectros. Casi todos han aparecido en las tres series en las que aparece Hades, la única excepción es el espectro de Wyvern de Next Dimension que solo ha sido mencionado.
| Surplice | Personajes   | Personajes     | Personajes      | Personajes            |
| Surplice | Saint Seiya  | Next Dimension | The Lost Canvas | Meiō Iden - Dark Wing |
| -------- | ------------ | -------------- | --------------- | --------------------- |
| Wyvern   | Rhadamanthys | Chagall        | Rhadamanthys    | Shōichirō             |
| Garuda   | Aiacos       | Suikyō         | Aiacos          | Matsuri               |
| Grifo    | Minos        | Vermeer        | Minos           | Lucas                 |

### Espectros exclusivos de la Saint Seiya Saga de Hades
- Cube de Dullahan (デュラハンのキューブ Dyurahan no Kyūbu?) de la estella terrestre de la sombra (地陰星 chiinsei?) en la Saga de Hades fue asesinado junto a Ox y Mills. Saga de Géminis tomó su armadura, hasta el encuentro con Shaka de Virgo.

- Cube de Dullahan (LC) (デュラハンのキューブ Dyurahan no Kyūbu?) de la estella terrestre de la sombra (地陰星 chiinsei?) en The Lost Canvas es un asesino personal de Pandora. Fue enviado por Pandora junto a Wimber de Murciélago para asesinar a Tenma. Cuando Tenma queda adormecido por las ondas de los murciélagos de Wimber y este se dispone a darle el golpe de gracia, Hasgard lo embiste con su Great Horn. Winger logra vencer a Aldebarán de Tauro, pero este lo derrota antes de morir con su Titan's Nova. Sus técnicas son Blood Spray (ブラッド・スプレー Buraddo Supurē?, Rociado de sangre), Death Messenger (デス・メッセンジャー Desu Messenjā?, Mensajero de la muerte).

- Giganto de Cíclope (サイクロプスのギガント Saikuropusu no Giganto?) de la "estrella terrestre de la violencia" (地暴星 chibōsei?) es un espectro de Hades que aparece tanto en el manga y anime original como en The Lost Canvas, en ambas series se ve liderando un pequeño grupo de espectros. Su surplice representa a los cíclopes de la mitología griega y sus técnicas son Big Knuckle (ビッグ・ナックル Biggu Nakkuru?, Gran nudillo), Giant Hold (ジャイアント・ホールド Jaianto Hōrudo?, Presa del gigante).[1] Su seiyū es Hisao Egawa, fue doblado en España por Miguel Ángel Jenner y en México por Mario Hernández (DVD) y Alejandro Ortega (TV).[5] En la serie original se enfrenta a Mu en la casa de Cáncer, pero deja que Myu se enfrente a él. Luego llega hasta la casa de Virgo donde es derrotado al igual que sus compañeros por el tremendo poder de Shaka. En The Lost Canvas, Giganto aparece deambulando cerca del pueblo de Alone, lidera un grupo de espectros que se encuentran y atacan a Dohko de Libra, pero todos son rápidamente eliminados de un solo golpe. Antes de morir le advierte al santo que para cuando descubran quien es Hades ya será demasiado tarde.[6] Más tarde, se ve entre los espectros revividos por Alone.[7]

- Mills de Elfo (エルフのミルズ Erufu no Miruzu?) de la estrella terrestre de la inferioridad (地劣星 chiretsusei?) fue asesinado junto a Cube y Ox. Camus de Acuario tomó su armadura, hasta el encuentro con Shaka de Virgo. Sus técnicas son Natural Terror (ナチュラル・テラー Nachuraru Terā?, Terror natural), Earthquake Mixer (アースクェイク・ミキサー Āsukueiku Mikisā?, Batidor de terremotos).

- Myu de Papillon (パピヨンのミュー Papiyon no Myū?) de la estrella terrestre del encantamiento (地妖星 Chiyōsei?) detiene a Mu y Seiya a quienes enfrenta para averiguar el paradero de los tres dorados rebeldes. Luego de dejar ir a Seiya, es derrotado por el Starlight extintion de Mu. A diferencia del anime en el manga Myu solo lucha contra Mu. Tiene 3 formas: Masa gelatinosa, Larva gigante y Mariposa de Hades, la más poderosa. Sus técnicas son Ugly Eruption (アグリィイラプション Agury Irupushon?, Erupción horrenda), Silky Thread (シルキィスレード Shiruki Surēdo?, Hilo sedoso), Fairy Thronging (フェアリースロンギング Fearī Surongingu?, Bandada de las hadas) y además tiene notables poderes psicokinéticos. Su seiyū es Atsushi Kisaichi, fue doblado en México por Arturo Sian Vidal (DVD) y Javier Olguín (TV).

- Niobe de Profundo (ディープのニオベ Dīpu no Niobe?) de la estrella terrestre de la oscuridad (地暗星 chiansei?) es un espectro de Hades que aparece tanto en el manga y anime original como en The Lost Canvas, en ambas series es parte de un equipo que ataca el santuario.  Su surplice representa a los profundos y sus técnicas son Dead Perfume (デッド・パフューム Deddo Pafyūmu?, Perfume mortal), un perfume pútrido que se dispersa por el campo de batalla y paraliza al contrincante,[7] y Deep Fragance (ディープフレグランス Dīpu Fureguransu?, Fragancia profunda).[1] Sus seiyū es Shingo Horii, fue doblado en México por Marcos Patiño (DVD) y Rafael Pacheco (TV). En la serie original se enfrenta a Aldebarán de Tauro, al que consigue agarrar desprevenido y derrotar. Antes de morir, Aldebarán logra asestarle un golpe con su Great Horn que le ocasiona la muerte en su enfrentamiento con Mu.

- Niobe de Profundo (LC) (ディープのニオベ Dīpu no Niobe?) de la estrella terrestre de la oscuridad (地暗星 chiansei?) en The Lost Canvas, Niobe invade el Santuario junto con el equipo de Minos, ataca a Albafika de Piscis cuando este los enfrenta en el jardín de rosas demoniacas que rodea el lugar. Debido a sus habilidades con el olor y veneno es inmune a las rosas y utiliza su Deep Fragance para marchitarlas. Albafika, al ver que no puede utilizar sus rosas para atacarlo, utiliza su máxima técnica y lo vence.[7]

- Ochs de Gorgona (ゴーゴンのオクス Gōgon no Okusu?) de la estrella terrestre de la huida (地走星 chisōsei?) fue asesinado junto a Cube y Mills. Shura de Capricornio tomó su armadura, hasta el encuentro con Shaka de Virgo. Sus técnicas son Eye of Change (アイオブ・チャージ Ai obu Chāji?, Ojo de cambio), Rock the Bay (ロック・ザ・ベイ Rokku za Bei?, Sacudir la bahía).

- Raimi de Gusano (ワームのライミ Wāmu no Raimi?) de la estrella terrestre del ocultamiento (地伏星 chifusei?) es un espectro de Hades que aparece tanto en el manga y anime original como en The Lost Canvas, en ambas series ataca el Santuario. Sus técnicas son  Worm's Bind (ワームズバインド Wāmuzu Baindo?, Atadura del gusano) y Roar Blood (ロウル・ブラッド Rouru Buraddo?, Sangre rugiente), y tiene la habilidad de desplazarse bajo tierra. Su seiyū es Kazuya Nakai, fue doblado en México por Erik Osorio (DVD) y Irwin Daayán (TV). En la serie original ataca a Aioria de Leo cuando este titubea al sentir un cosmo familiar entre un grupo de espectros, el santo de Leo lo vence fácilmente. En The Lost Canvas Raimi ataca el Santuario cuando Tenma aún era un aprendiz de santo, intenta aprovecharse de que Athena aún es joven para infiltrarse y eliminarla fácilmente, pero cuando la ataca es vencido por Shion de Aries.[6]

- Zeros de Rana (フログのゼーロス Furogu no Zērosu?) de la estrella terrestre de la rareza (地奇星 chikisei?) se encarga de la guardia de Pandora y cuando Saga, Camus y Shura vuelven al castillo para rebelarse es congelado por el Santo Acuario. Luego cuando se libera y Camus se encuentra muy débil empieza a pisotearlo, solo para despertar la ira de Hyōga de Cisne que llega y lo mata con su Aurora Execution. En Lost Canvas Zeros es vencido por Kagaho cuando iba a matar a Tenma de pegaso quien se quedó dormido por el ataque de Wimber de Murciélago y aprovechando que Hasgard/Aldebarán ya estaba muerto por el ataque de Cube, y después de que le revelara que Pandora manejaba al ejército de Hades. Sus técnicas es Jumping Smash (ジャンピング・スマッシュ Janpingu Sumasshu?, Salto Aplastante). Su seiyū es Bin Shimada, fue doblado en México por Erik Osorio al inicio de Hades en DVD Jorge Sanchéz en Hades en DVD y Irwin Daayán en Hades de TV.

- Kafka de Arlequín Mortal (デッドリー・ハーレクイン のカフカ Deddorī Hārekuin no Kafuka?) de la Estrella Terrestre de la Amplitud (Separación, Roptura o Vastidad) (地闊星 Chikatsusei?) Forma parte del grupo de Espectros liderado por Giganto de Cíclope, este grupo está formado por casi 20 espectros, Kafka acompañado de otros cuatro espectros atacan Aiolia en el templo del León, pero son derrotados por el Lightning Plasma de Aiolia. Este también aparece en el Spin-Off Saint Seiya: The Lost Canvas En el Manga es uno de los espectros en el primer encuentro con Hades Alone en el enfrentamiento contra los Santos de Athena en la aldea de Tenma, En el Anime: aparece en la emboscada a los Silver Saints en la catedral de Hades. En el videojuego Saint Seiya Online antes de la lucha en los doce templos, Kafka resguarda la Surplice de Hades pero es derrotado en eso Thanatos e Hypnos aparecen para llevarse el Surplice de Hades. Su estrella maligna fue mencionada por primera vez en el Taizen, su Estrella Terrestre se puede interpretar como Separación, Ruptura o Vastidad, pero su nombre no fue mencionado hasta más de 20 años después en el videojuego para computadoras Saint Seiya Online. También en el Saint Seiya Online se le agregaron las habilidades como: Charge Blow ( チャージブロー Chāji Burō?, Golpe de Carga) y Infernal Scream ( 地獄の叫び Jigoku no sakebi?, Grito infernal) y también se menciona que se intuía que parecía representar una Bruja pero este resultó en el Arlequín Mortal.

- Gerald (ジェラルド Jerarudo?) de la Estrella Terrestre de la Prision (地囚星 Chishūsei?) Es uno de los Espectros de grupo de Espectros leales a Radamanthys de Wyvern que aparecen en el Castillo Heinstein, tras la pelea entre el Kyoto Rhadamanthys y los Gold Saints, dentro de los que se encontraban la tropa de elite de Rhadamanthys como Queen de Alraune, Gordon de Minotauro, Sylphid de Basilisco y Gerald le informan que debe regresar al Inframundo, los demás Espectros se arrojan a la garganta del Infierno regresando al mismo. En el videojuego Saint Seiya Online en el aparece en una de las Misiones de Recuerdos de la guerra santa donde es uno de los enemigos a derrotar en una de mazmorras siendo este uno de los enemigos a vencer. Su estrella maligna y su nombre no fue mencionado hasta más de 20 años después en el videojuego para computadoras Saint Seiya Online. También en el Saint Seiya Online se le agregaron las habilidades como: Death Row (死刑囚(死亡囚牢)  Shikeishū?, Corredor de la Muerte, Prisão da Morte) y Hell Shock (ヘルショック(地狱震击) Heru Shokku?, Choque del Infierno, Choque do Inferno) y también se puede menciona se intuye que parece representar un Demonio.

- Isolde (イソル Isolude?) de la Estrella Terrestre del Mal (地悪星 chimasei?) Es uno de los Espectros de grupo de 6 Espectros son los últimos en morir. Tras la muerte de Pandora,lo atacan y  los asesina. Su estrella maligna fue mencionada por primera vez en el Taizen, pero su nombre no fue mencionado hasta más de 20 años después en el videojuego para computadoras Saint Seiya Online. También en el Saint Seiya Online se le agregaron las habilidades como: Landslides (土砂崩れ(山崩地裂) Doshakuzure?, Derrumbe, Avalancha) y Deep Soul (ディープソウル (冥魂追命) Dīpu Souru?, Alma Profunda, Almas Cazadoras de Vida, Almas Caçadoras de Vida da Escuridão) y también se puede menciona se intuye que parece representar un Gigante.

- Fabio (ファビオ Fabio?) de la Estrella Terrestre de la Razón (地理星 Chirisei?) Es uno de los Espectros de grupo de 6 Espectros son los últimos en morir. Tras la muerte de Pandora, estos espectros piensan que Ikki ha asesinado a Pandora y lo atacan, pero no son rivales para él Santo de Bronce quien los asesina. Su estrella maligna fue mencionada por primera vez en el Taizen, pero su nombre no fue mencionado hasta más de 20 años después en el videojuego para computadoras Saint Seiya Online. Donde también se le agregaron las habilidades como Invisibilidad. Este también aparece en el Spin-Off The Lost Canvas y también se puede menciona se intuye que parece representar un Satiro Marino.

- Caronte de Aqueronte (アケローンのカロン Akerōn no Karon?) de la estrella celeste del espacio (天間星 tenkansei?) es quien protege la inmensa laguna Estigia, tan amplia que parece un mar, con un caudal cenagoso está poblado de almas que en vida no han hecho ni el bien ni el mal pero que no tenían dinero para pagar al rudo barquero la travesía, el espectro Caronte, cuya barca es el único medio para atravesar el río. En el centro del Estigia hay un punto en el cual el agua es más fría y está formado por todas las almas que cayeron de la barca de Caronte. Este Espectro se encuentra a Seiya y Shun cuando recién llegan al Inframundo, al no querer llevarlos el Santo Andrómeda le ofrece a cambio su colgante de oro. El Espectro acepta pero a mitad de camino lanza a Seiya al río, el Pegaso logra volver al barco y arroja a Caronte con sus meteoros, el Espectro pide misericordia, y les dice que la única forma de llegar a la otra orilla es con su ayuda y Shun lo salva. Aqueronte siendo traicionero vuelve a lanzar a Seiya a la laguna e intenta hacer lo mismo con Andrómeda, pero al ver la mirada de nobleza que tiene decide rendirse y llevar a él y Seiya del otro lado a cambio que Seiya pelee con el más tarde. Al llegar a la orilla Aqueronte pelea con Seiya y es derrotado por el Pegasus Ryuu Sei Ken. Usa un remo como arma y sus técnicas son Remo Rodante y Triturador Infernal Su seiyū es Shirō Saitō, fue doblado en México por Jaime Vega (DVD) y Jesse Conde (TV). En Lost Canvas transporta a Athena, Shion y Regulus hacia la costa del Lost Canvas pero como forma de pagarle el viaje le pide algunos mechones de cabello a Athena la cual se los da. Todo esto era una treta para que Hades sellara el poder de Athena como diosa, al darse cuenta Shion elimina al espectro de un solo golpe, Caronte antes de morir confiesa que no era malvado, solo era un mercenario.

- Flegias de Licaón (リュカオンのフレギアス Ryukaon no Furegiasu?) de la "estrella celeste del pecado" (天罪星 tenzaisei?) es un espectro de Hades que aparece tanto en el manga y anime original como en The Lost Canvas. Su nombre proviende de Flegias y su surplice representa a Licaón, ambos de la mitología griega; su técnica es Howling Inferno (ハウリングインフェルノ Hauringu Inferuno?, Aullido infernal).[1] Su seiyūes Kiyoyuki Yanada, fue doblado en México por Víctor Covarrubias (DVD) y Jesse Conde (TV).[8] En la serie original se encuentra en la Cuarta Prisión, el río Estigia, la ciénaga negra, es donde los descontentos y los poseídos por la rabia (pecados de cólera) intentan ahogarse unos a otros. Phleygas derrota a Hyōga y Shiryū cuando estos quieren cruzar junto con Kanon el río. Pero el Santo de Oro se encarga de matarlo y tomar la barca para que viaje el trío. En The Lost Canvas se encuentra a Tenma de Pegaso en estado de shock al ver su antiguo orfanato destruido y, creyéndolo presa fácil, lo ataca. Tenma logra detener el ataque del espectro y lo vence con un solo ataque.[9]

- Gordon del Minotauro (ミノタウロスのゴードン Minotaurosu no Gōdon?)  de la estrella celeste de la prisión  (天牢星 tenrōsei?) es un espectro que se enfrentó con Shiryū en el muro de los lamentos. Aunque su ataque pudo superar a Excalibur (técnica de la espada que Shura le legó a Shiryū) Gordon es derrotado junto a Queen y Sylphid por el Rozan Hyaku Ryu Ha de Shiryū (100 dragones del Rozan). Su técnica es Grand Axe Crusher (グランドアクスクラッシャー Gurando Akusu Kurasshā?, Gran hacha demoledora). Su seiyūes Hiro, fue doblado en México por Roberto Mendiola. En Lost Canvas aparecería para arrebatarle la armadura de Athena a Dohko, este tiene un breve intercambio de poder con el santo de libra, pero cuando se disponía a luchar en serio es asesinado por su propio compañero e lucha, Queen de Alraune.

- Ivan del Troll (トロルのイワン Tororu no Ivan?) de la estrella celeste de la derrota (天敗星 tenpaisei?) protege la Tercera Prisión, la Gruta, donde los que han pecado de vanidad y avaricia son condenados a empujar y arrastrar eternamente enormes piedras y rocas circulares. Lugar custodiado por los espectros Rock del Golem e Ivan del Troll. Iván es derrotado por Hyogâ tan rápido que no lo deja siquiera presentarse. Su técnica es Greatest the Perestroika (グレーテスト・ザ・ペレストロイカ Gurētesuto za Peresutoroika?, La más grande Perestroika). Su seiyū es Keiji Hirai, fue doblado en México por Armando Coria (DVD) y Rafael Rivera (TV).

- Lune de Balrog (バルロンのルネ Baruron no Rune?) de la estrella celeste de la excelencia (天英星 ten'eisei?) se encuentra en la Primera Prisión: El Tribunal de los Muertos, donde el espectro Lune es Asistente del juez Minos de Grifo quien juzga las culpas en vida de las almas de los hombres muertos para decidir a que lugar del Hades deben ser enviados,no obstante cuando Minos no está,Lune toma su lugar a la hora de juzgar,ninguna mentira puede ser ignorada. El edificio del Tribunal de la Primera Prisión es enorme, construido en estilo griego, allí reina un silencio absoluto, nadie puede alzar la voz en ese lugar sagrado. Al llegar Seiya y Shun les pregunta sus nombres pero no los encuentra en su inmenso libro donde lleva escritos los pecados de todas las personas, esto se debe a que ambos Santos siguen vivos. Al ver que son Santos de Atenea ataca a Seiya con su Reincarnation y lo envía a uno de los infiernos luego de ver sus pecados. El Pegaso habría muerto de no intervenir Shun, pero Lune lo atrapa con su Fire Whip y parece haberlo matado. En ese momento la voz de Hades irrumpe en el tribunal y le dice que busque su cabeza y la ponga en su lugar [siendo esta cabeza la de Shun] el Espectro no puede creerlo y sale corriendo a buscarla hasta toparse con ella y con Radamanthys. El Kyoto lo hace entrar en razón de que estaba siendo afectado por una ilusión creada por Kanon de Géminis, haciendo que crea haber matado a Seiya y Shun cuando no lo hizo. Lune detecta la presencia de Kanon y lo ataca con su Fire Whip, pero el Santo Géminis es demasiado poderoso y mata al Espectro. Usa un látigo como arma y sus técnicas son Fire Whip (ファイヤーウィップ Faiā Wippu?, Látigo de fuego), Rencarnation (リーインカーネーション Rīinkānēshon?, Reencarnación). Su seiyū es Susumu Chiba, fue doblado en México por Mario Castañeda (DVD) y Bernardo Rodríguez (TV). En el manga Lost Canvas, es el guardián de uno de los 9 Templos Malignos del Lienzo Perdido, Venus. En este templo se enfrenta a Shion, quien tras parecer vencido, resulta victorioso.

- Pharaoh de la Esfinge (スフィンクスのファラオ Sufinkkusu no Farao?) de la estrella celeste de la bestia (天獣星 tenjūsei?)protege la Segunda Prisión, Templo egipcio, un enorme templo construido en estilo egipcio, es el lugar donde sufren los ávidos (pecados de la envidia) golpeados por una lluvia fría, negra y continua, prisioneros y devorados por el monstruoso perro de tres cabezas Cerbero, guardián del reino. Este lugar es custodiado por el espectro Pharaoh de la Esfinge. Es derrotado por el santo de plata Orfeo de Lira luego de que este descubriera el truco que le hicieron para que se quedara en el Inframundo. Sus técnicas son Balance of Curse (バランスオブカース Baransu Obu Kāsu?, Balanza de la maldición), Kiss in the Darkness (キッス・イン・ザ・ダークネス Kissu In Za Dākunesu?, Beso en la oscuridad) y tiene una gran capacidad defensiva por medio de su arpa mágica. Su seiyū es Junichi Suwabe, fue doblado en México por Armando Coria (DVD) y José Luis Orozco (TV). En Lost Canvas aparece para castigar a Radamanthys por haber sido derrotado por Kardia de Escorpio, luego se enfrenta a Sisifo de Sagitario quien lo derrota a costo de sacarse su propio corazón.

- Rock del Golem (ゴーレムのロック Gōremu no Rokku?) de la estrella celeste de la esquina (天角星 tenkakusei?) protege la Tercera Prisión, la Gruta, donde los que han pecado de vanidad y avaricia son condenados a empujar y arrastrar eternamente enormes piedras y rocas circulares. Lugar custodiado por los espectros Rock del Golem e Ivan del Troll. Rock sería derrotado por Shiryū devolviéndole su propio ataque. Sus técnicas son  Rolling Bomber Stone (ローリングボンバーストーン Rōringu Bonbā Sutōn?, Bombardeo de piedras rodantes). Su seiyū es Yasuhiko Kawazu, fue doblado en México por Víctor Covarrubias (DVD)
Alejandro Ortega (TV).

- Queen de Alraune (アルラウネのクィーン Aruraune no Kyīn?) de la estrella celeste del mal (天魔星 tenmasei?) es derrotado junto a Gordon y Sylphid por el Rozan Hyaku Ryu Ha (100 dragones del Rozan) de Shiryū. Su técnica es Blood Flower Scissors (ブラッドフラウアシザーズ Buraddo Furaua Shizāzu?, Tijeras de las flores sangrientas). Su seiyū es Yūsei Oda, fue doblado en México por Raúl Aldana. En Lost Canvas aparecería junto a Gordon para arrebatarle la armadura de Athena a Dohko, asesina a su compañero de batalla, Gordon, y luego es derrotado por Dohko sin antes dejarlo malherido.

- Stand del Escarabajo Mortal (デッドリービートルのスタンド Deddorībītoru no Sutando?) de la estrella celeste de la fealdad (天醜星 tenjūsei?) se encuentra en la Quinta Prisión, las tumbas, es donde los herejes que no han seguido la voluntad divina se queman sepultados y se pudren en tumbas de fuego. Lugar custodiado por el espectro Stand del Escarabajo Mortal. Stand es derrotado fácilmente por Kanon de Géminis. En Lost Canvas Stand intercepta a Tenma, Yato y Yuzuriha cuando escapaban de la Colina de Yomotsu. Yato se queda para pelear, pero no es problema para el espectro. Yato es salvado por la Espada de Athena que lo devuelve al mundo de los vivos. Sus técnica son Stand by Me (スタンド・バイ・ミー Sutando Bai Mī?, Quédate a mi lado), Big Wall (ビッグ・ウォール Biggu Wōru?, Gran muro). Es interpretado por Tomoyuki Shimura.[10]

- Sylphid del Basilisco (バジリスクのシルフィード Bashirisuku no Shirufīdo?) de la estrella celeste de la victoria (天捷星 tenjōsei?) es derrotado junto a Gordon y Queen por el Rozan Hyaku Ryu Ha (100 dragones del rozan) de Shiryū. Pero sobrevive y sigue a Hyōga y Shiryū al espacio superdimensional. Muere a causa de la presión. En Lost Canvas, se enfrenta a Dhoko luego de que este derrote Gordon y a Queen y también es derrotado Su técnica es Anihilation Flap (アナイアレーションフラップ Anaiarēshon Furappu?, Aleteo de la aniquilación). Su seiyūes Tetsu Inada, fue doblado en México por Ricardo Tejedo.

- Valentine de la Arpía (ハーピーのバレンタイン Hāpī no Barentain?) de la estrella celeste del lamento (天哭星 tenkokusei?) aparece por primera vez en el Castillo Heinsten como escolta de Radamanthys, en el manga Seiya lo golpea y ambos caen por el agujero que lleva al Infierno. Más tarde Valentine pelearía contra Seiya en Cocytos y sería derrotado luego de una dura pelea. En el anime recién aparece en Giudecca, y pelea contra Seiya solo en el Cocytos. Sus técnica son Greed the Life (グリード・ザ・ライブ Gurīdo za Raifu?, Avaricia de la vida) y Sweet Chocolate (スウィート・ショコラーテ Suwīto Shokorāte?, Chocolate dulce). Su seiyūes Eiji Takemoto, fue doblada en México por Mario Castañeda (DVD) y Octavio Rojas (TV). En Lost Canvas aparece frente a Radamanthys cuando este estaba sufriendo por poseer parte de la sangre de Hades. Este defiende a Radamanthys de no se el perro de Pandora, pero cuando Radamanthys sale, asesina a Valentine por su mal trato a Pandora.

### Espectros exclusivos de Next Dimension
- Vermeer de Grifo (グリフォンのフェルメール Gurifon no Ferumēru?) de la estrella celeste de la Nobleza (天貴星 Tenkisei?) es uno de los espectros más poderosos del ejército del dios del inframundo, aunque los caballeros dorados se ven afectados por la disminución de poder debido al castillo. Aparece frente a Shion y Dohko después de que apareciera el castillo de Hades. Tenma intenta atacar, pero el Juez contraataca paralizando con un solo dedo. Shion y Dohko contraatacan pero Vermeer los detiene a ambos con una mano a cada uno, lanzándolos a ambos por los aires para a continuación terminar con su Marioneta Cósmica, intentando destrozar el brazo de Dohko y romperle el cuello a Shion, pero Tenma intenta dar un golpe y de nuevo con su Meteoro Pegaso, pero el juez no se ve afectado en lo más mínimo. Vermeer lo vuelve a detener con un solo dedo, y lo aprisiona con su Marioneta Cósmica, pero Suikyo hace una aparición repentina, antes de que Minos mate a los tres. Después de una conversación, Vermeer se retira de escena.

- Suikyō de Garuda (ガルーダの水鏡 Garūda no Suikyō?) de la estrella celeste de la valentia (天雄星 Tenyūsei?) también llamado Suikyō de Copa (杯座の水鏡 Kuraterisu no Suikyō?) es uno de los Tres Líderes del Inframundo durante la Guerra Santa contra Hades en el siglo XVIII. Antes de la guerra, fue el antiguo Santo de Copa de Athena, también fue antiguo amigo y compañero de entrenamiento de Shion y Dohko. En una misión, se encontró con los jóvenes Tenma y Alone, a los cuales cuidó por dos años. También en este tiempo instruyó a Tenma para convertirse en un Santo de Athena, para seguir el camino de la justicia. Antes de marcharse, le dejó a su alumno dos paquetes en los cuales se encontraban la Cloth de Pegasus y su antigua Cloth de Copa, de la cual era el legítimo dueño.

- Chagall de Wyvern (ワイバーンのシャガール waibān no shagāru?) de la estrella celeste de la Nobleza (天貴星 Tenkisei?) es uno de los espectros más poderosos del ejército del dios del inframundo.

- Nyan de Aqueronte (アケローンのニャン Akerōn no Nyan?) de la estrella celeste del espacio (天間星 tenkansei?) es uno de los 108 Espectros del ejército de Hades, dios del Inframundo, es quien se encarga de llevar a los muertos a través del Río Aqueronte. Nyan hace su aparición a la orilla del río Aqueronte donde se encuentra con el alma de Ox de Taurus a quien le habla, al no obtener una respuesta el Specter comienza a amenazarlo; sin embargo, el Gold Saint sigue sin respuesta. Nyan intenta golpear a Tauro, pero en ese momento aparece Odysseus de Ofiuco y reanima el alma de Tauro, tras esto el Gold Saint le pide disculpas y paga con trozos de oro por los problemas causados y le pide que esto sirva también como pago por los Saints que pronto llegaran al Inframundo. Los dos Gold Saints se retiran del Infierno, mientras Nyan observa como ellos se marchan, preguntándose si acaso regresaron al mundo de los vivos y también se pregunta quien era ese tipo y que quiso decir con sus últimas palabras.

- Giulietta de Papillon (ジュリエッタデパピヨン Papiyon no Jurietta?) de la estrella Terrestre del Encantamiento (地妖星 Chiyōsei?) es uno de los 108 Specters del ejército de Hades, dios del Inframundo. Giulietta puede invocar a las hadas del mundo de la muerte y controlarlas, según sus palabras, dichas Hadas llevarán a su enemigo hasta el Mundo de la Muerte, además tienen la habilidad de encontrar al rival esté donde esté, sin importar la forma en que se oculte.

- Mi-Yan de Rana (フログのミーヤン Furogu no Mīyan?) de la estrella terrestre de la rareza (地奇星 chikisei?) Mi-Yan es el Specter de la Rana y de la Estrella Terrestre de la Rareza (地奇星, chikisei), este espectro de Hades es el sirviente personal de Pandora.

- Yambow de Gárgola ( (ガーゴイル,のヤンボウ  Gāgoiru) no yanbo?) es uno de los 108 Specters que conforman el ejército del dios Hades en la Guerra Santa contra Athena en el siglo XVIII. Es un misterioso Specter al servicio de Pandora y actúa como el mensajero de ella. Fue el encargado de reclutar a Suikyō y ofreció al Saint la oportunidad de luchar junto a los Specters a cambio de ayudar a su hermano Suishō.

- Espectro de Gusano (Wāmu, ワーム) de la Estrella Terrestre del Ocultamiento (地伏星, chifusei) es uno de los 108 Specters que conforman el ejército del dios Hades en la Guerra Santa contra Athena en el siglo XVIII. Este Specter acompaña a un pequeño escuadrón de Specters, los cuales le piden ayuda a Death Toll para viajar desde el Yomotsu hasta el Templo de Cáncer y cruzar directamente hacia el Templo de Leo, donde el Specter se enfrenta a Goldie y Kaiser.

### Espectros exclusivos de The Lost Canvas
- Byaku de Nigromante (ネクロマンサーのビャク Nekoromansā no Byaku?) de la estrella celeste del espíritu (天霊星 tenreisei?)  invade el Santuario junto con el equipo de Minos, intenta al pueblo Rodorio cuando Minos captura a Albafika de Piscis, pero muere por la rosa blanca del santo de oro.[7] Revive después de la muerte de Alfabica de Piscis gracias al poder de Hades. Es muerto asesinado junto con la tropa por Aldebarán de Tauro. Su surplice representa un nigromante y no se le conoce ninguna técnica.

- Cheshire de Cait Sith (ケット・シーのチェシャ Ketto Shī no Chesha?) de la estrella terrestre de la bestia (地獣星 chijūsei?) es enviado a Jamir, para acabar con los santos. Va con un grupo de espectros, que son fácilmente acabados por Asmita, pero él sobrevive. Más tarde, vuelve a aparecer, conduciendo el carruaje de Pandora y rescatando a Hades. En castillo de Hades es castigado junto a Pandora por Thanatos e Hypnos. Cuando Hades iba a ser derrotado por Athena y Tenma, logra salvarlo junto a Pandora marchándose en el carruaje hacia el Lost Canvas y sus técnicas son Hide and Seek (かくれんぼ Kakurenbo?, Al Escondite) y Perky Party (はつらつとパーティー Hatsuratsu to pātī?, Fiesta Alegre). Su seiyū es Sōichirō Hoshi.

- Edward de Silfo (シルフのエトヴァルト Shirufu no Etovaruto?) de la estrella terrestre del vuelo (地飛星 chihsei?) es enviado a Jamir, para acabar con los santos, es derrotado primero en el camino por Asmita. Luego se levanta y trata de atacar nuevamente, pero cae ante el gran cosmos de Asmita cuando finalmente termina el Rosario.

- Fiódor de Mandrágora (マンドレイクのヒョードル Mandoreiku no Hyōdoru?) de la estrella celeste del la herida (天傷星 tenjōsei?) es un espectro de Hades que se encuentra en el Yomutsu. Se encuentra a Tenma de Pegaso cerca del Yomutsu Hirasaka y lo capturó, luego ataca a Yato de Unicornio y Yuzuriha cuando llegan a rescatar a Pegaso.[6] Su surplice representa una mandrágora técnica es Strangle Shrill (ストラングルシュリール Sutoranguru Shurīru?, Chillido estrangulante),  un fuerte grito que emana de una cara en el pecho de su surplice.[6]

- Gregor de Genbu (玄武のグレゴー Genbu no Guregō?) de la estrella celeste de la retirada (天退星 tentaisei?) lidera un grupo de espectros los cuales son derrotados fácilmente por El Cid de Capricornio. Con su técnica de enrollarse se lanza hacia su enemigo, sin embargo es derrotado por el Santo de Atena, quien lo corta fácilmente en dos con su Excalibur, aun cuando este se jactaba de que su Surplice era más dura que el diamante.

- Kagaho de Bennu (ベヌウの輝火 Benū no Kagaho?) de la estrella celeste de la violencia (天暴星 tenbōsei?) es un espectro de Hades dedicado principalmente a la protección del dios. Es considerado tan fuerte como un juez del infierno.  Su surplice representa al pájaro mitológico bennu y técnicas son Corona Blast (コロナブラスト Korona Burasuto?, Ráfaga de la Corona), Crucify Ankh (クラシファイアンク Kurashifai Anku?, Crucificó Ankh) y Rising Darkness (ライジング・ダークネス raijingu dākunesu?, Obscuridad Creciente). Su seiyū es Jun Fukuyama. Aparece por primera vez defendiendo a Alone ya poseído por Hades cuando Dohko de Libra intenta atacar, pero Hades detiene la batalla. Más tarde se da cuenta de que Dohko logró herir levemente a Alone y decide ir al Santuario a vengarse.[6] Al llegar al Santuario se encuentra con Aldebarán de Tauro, quien no lo deja avanzar y entablan una gran batalla. El santo de Tauro trata de hacerlo recapacitar por su actitud tan violenta pero Kagaho no quiere escucharlo y lo ataca con Crucify Ankh. Sin embargo es derrotado sorpresivamente por el Titan´s Nova de Aldebarán. Reaparece para detener al espectro Zeros que estaba atacando al cuerpo muerto de Tauro, y descubre que Pandora tiene el control de la mayor parte del ejército de Hades. Tras saber esto advierte a Tenma del peligro que sufre: Pandora enviará a asesinos para acabar con él. Luego de esto se marcha sin más. Vuelve a aparecer en el manga 140, peleando contra Aiacos. Aprovecha su poder similar al de un Santo de Oro para derrotar al malherido Juez tras su pelea con Sísifo de Sagitario. Luego de acabar con Aiacos, toma su puesto de Juez del Infierno. En el manga 174 de Lost canvas se descubre que él es el guardián del templo maligno de la tierra, tras lo que Sasha intenta detenerlo a lo que el responde que sería inútil ya que su debilidad son sus propios santos. En ese momento aparece Dhoko desde la dimensión a la que había sido enviado y ambos deciden terminar por fin con la batalla que habían empezado. En esta batalla Kagaho revela una nueva técnica. Al final, es vencido por el ataque del Último Dragón hecho por Dhoko enviando a ambos hacia el espacio. Camino al espacio se revela el pasado de Kagaho y la muerte de su hermano menor. Después, en un acto de arrepentimiento, salva a Dhoko y este desaparece envuelto en llamas rojas con un fénix al fondo dejando la posibilidad que en el futuro reencarne en Ikki, mientras es despedido por Alone quien le agradeció por todo y afirma que ya puede regresar a su "verdadero color" (momento en el cual el bennu negro se convierte en un fénix carmesí y desaparece). Kagaho en los ovas hace expresiones variadas y a veces malvadas, muy diferente al manga que es inexpresivo y frío; al final sus intenciones son las mismas.

- Luco de Dríade (ドリュアスルコ doryuasu no Ruco?) de la estrella celeste del Permanencia (天立星 Tenryūsei?) Ruko fue derrotado por Albafika tiempo antes de la reunión de los 12 caballeros dorados. El es hermano menor del maestro de Albafika, Lugonis de Piscis. Tenía el poder de curar cualquier enfermedad, hasta que se convirtió en un espectro con el poder de convertir a todos los que curaban en esqueletos o en monjas oscuras. Con sus lirios blancos podía contrarrestar el veneno de la sangre de Albafica, además de tener el poder de controlar las plantas (fue capaz de atacar a Albafica con sus propias Rosas Piraña). Muere por el ataque de Espinas Carmesí de Albafica. Una vez a punto de morir le confiesa a Albafica y Pefko que tras caer enfermo este último, Luco hizo un trato con Thanatos para curarlo a cambio de ser Spectres y crearía monjas oscuras y esqueletos. Tras su muerte los lirios mueren y la personas vuelven a la normalidad. Su técnica es Curse of Lily (カース・オブ・リリー kāsu obu rirī?, Maldición del Lirio).

- Tokusa de Hánuman (ハヌマーンのトクサ Hanumān no Tokusa?) de la estrella celeste de la Habilidad (天巧星 Tenkōsei?) Gracias al Gaiden de Yuzuriha se sabe que Tokusa es el hermano menor de Yuzuriha de Grulla, al igual que Yuzuriha y Shion Tokusa fue un discípulo de Hakurei, pero se creía muerto al igual que el resto de la familia de Yuzuriha, cuando este hace su aparición en Jamil revela a Shion y Yuzuriha que el día de la muerte de los padres de Yuzuriha el escucho el llamado de los dioses gemelos para reunir el ejército de hades, dentro del llamado de los dioses Tokusa explica que el ritual (por así decirlo) de unión al ejército de hades consiste en que el humano que va a ser poseído por una masei debe asesinar a toda su familia y como recompensa se le otorgara la vida eterna siendo este el asesino de los padres de Yuzuriha el motivo por el cual tokusa aparece en Jamil es el de terminar su trabajo de asesinar a su familia ya que Yuzuriha seguía viva. después de una pelea corta contra Shion este es vencido fácilmente por el dorado. Estos sucesos pasaron antes de la reunión de los 12 caballeros dorados revelando así el motivo por el cual Shion llega tarde. Tiempo después se puede ver que Tokusa está vivo lo cual es razonable ya que su combate contra Shion fue mucho antes que la creación del Rosario de Asmita por lo tanto su masei jamás ha sido sellada, también cabe destacar que Hanuman pertenece al ejército de Aiacos. Muy probablemente Tokusa sea el guardián del templo de Neptuno lo que lo convierte en la última línea defensiva de Hades. Su técnica es Seki Shiki Nyoi Reirin (積尸気如意霊臨 Seki Shiki Nyoi Reirin?, Espíritu de los Deseos e/o Invocación de Almas).

- Verónica de Nasu (ナスのベロニカ Nasu no Beronika?) de la estrella celeste del estudio (天究星 tenkyūsei?)

Técnica: Burial Fort (ブライアル・フォート Buraiaru Fōto?, Fortaleza de entierro) es la persona que cuida el bosque de la muerte. Aparece creando ilusiones a Tenma y a sus compañeros. Aunque es inmortal debido a la protección de Thanatos, Manigoldo de Cáncer la extermina quemando su alma con el Sekishiki Sōen. Su técnica es Burial Fort (ブライアル・フォート Buraiaru Fōto?, Fortaleza del entierro)
- Violeta de Behemoth (ベヒーモスのバイオレート Behīmosu no Baiorēto?) de la estrella celeste de la soledad (天孤星 tenkosei?) Es un espectro femenino que sale en defensa de Hades cuando este escapa junto a Pandora en su carruaje del Santuario, luchando primero contra Tenma, y luego contra Tauro. Luego Desaparece en las sombras.Es enviada luego a detener el barco que llevará a los Santos de Athena al Lost Canvas, siendo detenida por Régulus de Leo, combate con el joven santo dorado pero luego de una increíble lucha es derrotada. Violate sentía algo por Aiacos, luego el juez admite sentir lo mismo por ella. Sus técnicas son Kagenui (影縫い?  Costura de sombras) y Brutal Real (ブルータルリアル Burūtaru Riaru°Realidad brutal?).

- Wimber de Murciélago (バットのウィンバー Batto no Winbā?) de la estrella terrestre de la percepción (地察星 chisatsusei?) es un asesino personal de Pandora junto a Cube. Van al Santuario a matar a Tenma. Cuando parecía que con la técnica de sus murciélagos todos habían quedado dormidos, y se disponían a cometer su misión, Aldebarán/Hasgard revela que se ha roto los tímpanos para no escuchar las ondas ultrasónicas. Este espectro aparece colgado boca abajo y posee grandes colmillos, tal cual un verdadero murciélago. Es derrotado por Aldebaran cuando esté y Cube de Dullaham lo golpeaban, Tauro lo agarró del cuello y lo estrelló violentamente en el piso acabando al instante. Su técnica es Nightmare Sonar (ナイトメアソナー Naitomea Sonā?, Sonar de la pesadilla).

- Earheart de Vampiro (ヴァンパイアのエアハート Vanpaia no Eahāto?) de la estrella celeste de la Longevidad (天寿星 Tenjusei?) es un espectro de Hades exclusivo del manga y anime precuela Saint Seiya The Lost Canvas, Earheart actúa como el guardaespaldas de Ursula durante su misión de asesinar a su hermana Chris de Cetus. Su surplice representa al pájaro mitológico vampiro y técnicas son Crimson Cross (クリムゾンクロス kurimuzon kurosu?, Cruz Carmesi) y Crimson Billow (クリムゾン・ビロウ kurimuzon birō?, Oleada Carmesi).

- Raybould de Upir (ウプイリのレイボールド Upuiri no Reibōrudo?) de la estrella terrestre de la Causa (地英星 Chiinsei?) es un espectro de Hades exclusivo del manga y anime precuela Saint Seiya The Lost Canvas, Raybould ayuda a Earheart para buscar a la portadora de la Surplice de Cetus. Él se hace pasar como un leal sirviente al servicio de la Familia Walden con el objetivo de mantenerse cerca de Chris para poder obtener la Surplice que se encuentra sellada en el cuerpo de la joven. Su surplice representa al pájaro mitológico Upyr y técnicas son Murderous Brood (マーデラス・ブラッド Māderasu Buraddo?, Cría Asesina).

- Chris de Cetus (ケートスのクリス Kētosu no Kurisu?) de la estrella celeste del Dolor (天損星 Tensonsei?) es un espectro de Hades exclusivo del manga y anime precuela Saint Seiya The Lost Canvas. Originalmente Chris Walden(クリス・ウォールデン Kurisu Wōruden) es la heredera de la fortuna de su familia, debido a esto su hermana conspira contra su vida junto a un Specter, por lo que la joven heredera se ve en la obligación de pedir ayuda al Santuario. Posteriormente, la herencia oculta de la Familia Walden, la Surplice de Cetus, despierta y convierte a la joven en una de los 108 Espectros del ejército de Hades, dios del Inframundo. Su surplice representa al pájaro mitológico Cetus.

- Atavaka (アタバク atabaku?) de la estrella terrestre del Liderazgo (地魁星 Chikaisei?) es un espectro de Hades exclusivo del manga y anime precuela Saint Seiya The Lost Canvas, Es el único Espectro de entre las 108 estrellas maléficas que tiene el beneficio de una posición especial que le permite no estar bajo las órdenes de la señora Pandora. Su poder le permite superar las leyes del Infierno, en el infierno el hombre más cercano a Dios. Atavaka así como la surplice que usa, representan al demonio Atavaka, un poderoso y maligno dios de las tierras desoladas, se dice que ataca y devora a todas las almas débiles, en palabras de Hakurei. Su surplice representa al pájaro mitológico Atavaka y técnicas son Maten Muhōrin (魔天無宝輪 Maten Muhōrin?, Vacio del Tesoro del Cielo Maligno).

- Kageboshi (影法師の影法師 Kagebōshi?) de la estrella terrestre del Reposo (地鎮星 Chichinsei?) es un espectro de Hades exclusivo del manga y anime precuela Saint Seiya The Lost Canvas, Kagebōshi vaga por el inframundo en busca de almas que de alguna manera lograron mantener la conciencia después de la muerte, y reclutarlos para el ejército del Inframundo al servicio de Hades. Su surplice representa al pájaro mitológico Kagebōshi y técnicas son Kage Kōfuku (影降伏 Kage Kōfuku?, Capitulación Sombría).

- Yoma de Mefistófeles (メワィスワェレスの杳馬 Mewisuweresu no Yōma?) de la estrella celeste del Liderazgo (天魁星 Tenkaisei?), Yoma es el padre biológico de Tenma, con quien guarda un gran parecido físico, la única diferencia es que Yoma es un hombre más alto, con una barba de varios días cubriéndose el rostro y suele hacer aparición vestido con un traje negro y un sombrero torcido, además aparece montado en un gran pegaso blanco. Sus apariciones en el manga no son demasiadas, pero siempre guardan un propósito. En el pasado se le apareció a Aspros, a quien le pregunto donde se encontraba el santo de pegaso, aunque Aspros le comunicó que aún no había sido elegido, en este flashback se puede ver a un Yoma físicamente idéntico a su hijo Tenma, quien puede predecir con facilidad que algún día Defteros intentara robar el lugar de Aspros y aunque al principio se rehúsa a creerlo, el santo de géminis comienza a dudar de su hermano, momento en el cual Yoma divertido desea a Aspros que disfrute la semilla del mal que plantó en él. En esta ocasión, Yoma no apareció montado en un pegaso, sino que al parecer puede volar mediante el uso de alas negras que emergen de su espalda y al parecer están hechas de algún tipo de energía oscura, además es capaz de mostrarle el pasado a otros como hace con Tenma. Luego de mantener un breve encuentro con Aspros, demostrando llevar la ventaja total del combate, se dirige a encontrarse con su hijo en el primer templo diabólico, mercurio, deteniendo los movimientos de los santos con su control del tiempo dándole un abrazo a su hijo y afirmando que estaba feliz de ver a su amado hijo, causando la ira de Tenma quien nunca conoció a su padre y alegó que este abandonó a su madre, con lo cual Yoma muestra a su hijo la historia usando sus poderes del tiempo para que Tenma vea el pasado, antes de que su padre descubriera ser un espectro demostró ser un hombre feliz que amaba a su esposa y a su hijo, luego de esas imágenes que perturban a Tenma ya que se entera de que nació en el mismo lugar que Hades, que conoció a Pandora cuando era un bebé, y que su padre es un espectro, Yoma viste su Sapuri y detiene con facilidad el ataque de su hijo, revelándose el secuestro de Alone y al tocar al santo de pegaso le muestra una visión del futuro en el cual se puede ver a un muchacho vistiendo la armadura divina de pegaso y llamándolo el mayor pecador de los cielos, pegaso el asesino de dioses. Luego de intentar confundir también a Sasha aunque sin éxito, invoca a su pegaso y se marcha feliz de que todo este saliendo tan bien, y después de un comentario parece dejar en claro que sabe bien que Alone tiene el control de Hades. Yoma fue quien secuestro a Alone y lo llevó al orfanato en el que finalmente se encontraría con Sasha y Tenma (para trasladarlo uso las extrañas alas negras) razón por la cual Pandora lo odia, ya que alejó a su hermano y la mantuvo ajena a su salud por muchos años. Aunque Youma de hecho tiene una gran relevancia durante la guerra, siempre es de forma indirecta, ya que se describe asimismo como un "observador" que prefiere actuar detrás del escenario plantando semillas de maldad que florecerán para esparcir el caos, de hecho afirmó que el único motivo para causar la paradójica amistad entre Hades, Athena, y la reencarnación del santo que logró herir a Hades era solo porque seguir "el libreto" normal sería aburrido, y aunque parece estar muy interesado en la carrera de santo de su hijo, su lealtad parece estar con Hades. Yoma puede detener el tiempo con su técnica Time Stop, según él para apreciarlo mejor, con lo cual pudo detener el Galaxian Explosion de Aspros dos veces e impedir que Seiya, Regulus y Shion se muevan, además posee la técnica Marvelous Room, la cual describe como una fisura en el tiempo y el espacio, la cual comienza a desintegrar el cuerpo del santo de géminis junto con su armadura, evidenciando ser uno de los espectros más poderosos de todos. Yoma es un hombre que aparenta ser travieso y juguetón, sin embargo sus ojos fríos están llenos de maldad y disfruta de hacer sufrir tanto a los santos como a los espectros, además se puede ver que cuando muestra su verdadero y malvado carácter sus dientes se ven puntiagudos y sus ojos son aún más diabólicos. Recientemente se ha revelado que su objetivo no es otro sino "revivir" la era mitológica para lo cual era necesario renacer la armadura divina de pegaso en esta era, lo cual se logró con la ayuda de Partita, al parecer para matar a los dioses del olimpo y tomar el lugar del mismísimo Zeus. En realidad Yoma aparentemente es solo el cuerpo anfitrión de un ser divino, un dios del tiempo llamada Kairos, quien vendría a ser el hermano menor de Cronos quien lo sumió en el olvido eterno, ahora intenta tomar venganza y crear una nueva era en la que finalmente pudiera gobernar. Yoma es finalmente vencido por Aspros de géminis al lanzarlo a la hiperdimensión que conecta con los campos elíseos, su muerte se debe a su cuerpo y alma mortales.sus técnicas son Marvelous Room (マーベラス・ルーム Māberasu Rūmu?, Vórtice Maravilloso),  Rewind Bio (リワインドバイオ Riwaindo Baio?, Retroceso Biológico), Real Marbleous (リアル・マーベラス Riaru Māberasu?, Autentica Maravilla) y Rewind World (リワインドワルド Riwaindo Warudo?, Mundo en Retroseso).

- Erythro de Dawon de la Estrella Celeste de lo Extraño (天異星ドゥンのエリスロ ten'i-sei do~un no erisuro?) es un espectro exclusivo del Capítulo Especial 12 'El Renacer del Bermellón' de The Lost Canvas. Erythro, antes de volverse un Specter, era un habitante de la Isla Kanon que fue considerado un niño de la desgracia, fue oprimido toda su vida por la gente de la isla. Una vez que se iba a quitar la vida, tirándose al cráter del volcán, fue elegido por la Estrella Celestial de lo Extraño, volviéndose una cruel bestia que acaba y atormenta a la gente de la isla. Erythro se encontraba dentro de una cueva del volcán de la Isla Kanon, lleno de sangre y restos, mientras el estaba inmerso en la lava. Tras llegar Defteros de Geminicomienza a atacarlo. Sin embargo, Defteros resiste los ataques, mientras recrimina los crueles actos que el Specter está cometiendo contra los débiles e inocentes de la isla. Tras escuchar estas palabras, el Specter le dice a Defteros que la gente de la isla no era buena, ya que le oprimían al considerarle un niño de la desgracia, lo que le llevó a arrojarse al cráter del volcán para acabar con su vida, pero ahora había renacido con gran poder gracias a Hades. Defteros responde que su nacimiento también fue considerado una desgracia, pero que había llegado a ese lugar para hacerse más fuerte. Así ambos chocan sus ataques, lo que produce una gran explosión en la zona, tras esto, el Specter se proclama vencedor, pero en medio de la humareda aparece Defteros vestido ahora con el Cloth de Géminis. Sus técnicas son Barbarotita Lava (バルバロティタ・ラヴァ Barubarotita Ravu~a?, Lava de Barbarie) y Trela Lava (トレラ・ラヴァ Torera Ravu~a?, Locura de Lava).

- Youssef de Serket de la Estrella Celeste de la Obscuridad (天暗星セルケトのユーセフ  Ten'ansei Seruketo no Yūsefu?) es una espectro exclusivo del Saint Seiya: The Lost Canvas - CD Drama. es una de los 108 Specters del ejército de Hades, dios del Inframundo. Es un personaje exclusivo de Saint Seiya: The Lost Canvas - Hades Mythology.

### Espectros exclusivos de Meiō Iden - Dark Wing
- Shōichirō de Wyvern (ワイバーンの翔一郎 Waibān no Shōichirō?) de la Estrella Celeste de la Ferocidad (天猛星 Tenmōsei?) también llamado Shōichirō Tokito  (時任 翔一郎, Tokito Shōichirō) es el protagonista del manga spin-off Saint Seiya: Meiō Iden - Dark Wing. Es un estudiante de segundo año, clase A de la escuela secundaria afiliada a la Universidad Internacional Privada de la Fundación Graad y su especialidad es tocar el piano. Tras morir en un accidente en barco, Shōichirō es elegido como uno de los 108 Specters que conforman el ejército de Hades, el dios del Inframundo. Es el poseedor del más alto estatus entre los Specters, como uno de los Tres Líderes del Inframundo. Con los nuevos poderes que adquirió al transformarse en un Specter tendrá que proteger el Inframundo de la amenaza que intenta destruir el mundo de los muertos y el mundo de los vivos.

- Matsuri de Garuda (ガルーダのマツリ Garūda no Matsuri?) de la Estrella Celeste de la Valetia (天雄星 Tenyūsei?) también llamado Matsuri Mikagami  (水鏡みかがみ マツリ, Mikagami Matsuri) es el protagonista del manga spin-off Saint Seiya: Meiō Iden - Dark Wing. es el hermano de Cattleya y el hijo mayor de la familia Mikagami. Cuando era un niño se encontraba estudiando el cuarto grado en la clase A de la Escuela Primaria adjunta a la Universidad Internacional Privada Graad. En el colegio era considerado como un niño prodigio que podía lograr todo lo que se proponía. A la edad de 11 años, realizó un viaje junto a su familia para ir de campamento. Durante el viaje, la familia Mikagami tuvo un accidente, debido a que un auto se impacto contra el auto donde ellos viajaban sacándolos del camino, de ese accidente solo sobrevivo su hermana Cattleya, a quien él protegió con su cuerpo, mientras le decía que debía ser cordial con toda la vida y que él siempre la amará. Luego del accidente donde falleció junto a sus padres, Matsuri regreso a la vida debido a que fue elegido como el Espectro de Garuda, uno de los 108 Specters que conforman el ejército de Hades, el dios del Inframundo. Es el poseedor del más alto estatus entre los ESpectros, como uno de los Tres Jueces del Inframundo.

- Lucas de Grifo (グリフォンのルーカス Gurifon no Rūkasu?) de la estrella celeste de la Nobleza (天貴星 Tenkisei?) también llamado Lucas Hagen  (ハーゲン  ルーカス, Hāgen rūkasu) es un personaje del manga spin-off Saint Seiya: Meiō Iden - Dark Wing. Es un adolescente que asistió a la Graad International University High School, donde cursaba el segundo año en la clase A, y su especialidad era tocar el piano. Fue elegido como el portador de la Estrella Maligna, convirtiéndose así en el Specter de Griffon, uno de los 108 Specters que conforman el ejército de Hades, el dios del Inframundo. Ostenta el más alto estatus entre los Specters, como uno de los Tres Líderes del Inframundo. Uno de los espectros más poderosos del ejército del dios del inframundo Hades.

- Zhu de Harpia (ハーピーの朱 Hāpī no Zhu?) de la Estrella Celeste de la Lamentacion (天哭星 Tenkokusei?) también llamado Zhu Chūnfēng(朱春風, Zhu Chūnfēng) ella un personaje del manga spin-off Saint Seiya: Meiō Iden - Dark Wing. Es una estudiante de primer año, clase A de la escuela secundaria afiliada a la Universidad de la Fundación Graad, su especialidad es la danza. Tras morir en un accidente en barco, Zhu fue elegida como la Specter de Harpy, uno de los 108 Specters que conforman el ejército de Hades, el dios del Inframundo.

- Charlotte de Nigromante (ネクロマンサーのシャーロット Nekuromansā no Shārotto?) de la Estrella Celeste del Espiritu (天霊星 Tenreisei?) también llamado Charlotte Kazehana(シャーロット, Shārotto kazahana) ella un personaje del manga spin-off Saint Seiya: Meiō Iden - Dark Wing. Es una estudiante de primer año, clase B de la escuela secundaria afiliada a la Universidad de la Fundación Graad, su especialidad es el violín. Charlotte fue elegida como la Specter de Necromancer, uno de los 108 Specters que conforman el ejército de Hades, el dios del Inframundo y fue enviada a vigilar a Athena Clatteya Mikagami por Pandora, ella se enfrenta al Gold Saint de Geminis Sojiro dejando inconcluso.

- Esther de Esfinge (スフィンクスのエステル Sufinkusu no Esuteru?) de la Estrella Celeste de las Bestias (天霊星 Tenjūsei?) también llamado Esther Xerxes(エステル クセルクス, Esuteru Kuserukusu) ella un personaje del manga spin-off Saint Seiya: Meiō Iden - Dark Wing. Es una estudiante de primer año, clase B de la escuela secundaria afiliada a la Universidad de la Fundación Graad, su especialidad es el Pintura. Esther fue elegida como la Specter de Sphinx, uno de los 108 Specters que conforman el ejército de Hades, el dios del Inframundo y más tarde se presenta ante Pandora Yoruhime Tsukishima, y esta le encomienda los preparativos para el inicio de la Guerra Santa contra el Santuario.

- Suzuri de Lélape (ライラプスの鈴里すずり Rairapusu no Suzuri?) de la Estrella Terrestre del Sabueso (地狗星 Chikusei?) también llamado Suzuri Okino(沖野おきの鈴里すずり, Okino Suzuri) ella un personaje del manga spin-off Saint Seiya: Meiō Iden - Dark Wing. Es una estudiante de primer año, clase A de la escuela secundaria afiliada a la Universidad de la Fundación Graad, su especialidad es el Kendô.

### Espectros exclucivos de Saint Seiya Online
En el videojuego de Saint Seiya Oline aparecen Espectros inéditos distintos a los del manga original.

#### Larry
Larry (ラリー Rarī?) de la Estrella Celeste de la Sombra (天陰星 Teninsei?) es uno de los 108 Specters del ejército de Hades del videojuego de Saint Seiya  Online, dios del Inframundo y es una de las Tres Estrellas Oscuras del Inframundo (冥界 三陰 星), aparece como una clase especial de Espectros que tienen el poder de viajar en el tiempo, pudiendo intervenir en eventos pasados y, en consecuencia, cambiar el curso de la historia y sus Surplices que son amalgamas de otros formando unas Surplices más complejas. Solo están presentes en el videojuego Saint Seiya Online, que sirven como jefes del nivel.

#### Moe
Moe (萌 Moe?) de la Estrella Celeste de la Obscuridad (天暗星 Ten'ansei?) es uno de los 108 Specters del ejército de Hades, dios del Inframundo y es una de las Tres Estrellas Oscuras del Inframundo (冥界 三陰 星), aparece como una clase especial de Espectros que tienen el poder de viajar en el tiempo, pudiendo intervenir en eventos pasados y, en consecuencia, cambiar el curso de la historia y sus Surplices que son amalgamas de otros formando unas Surplices más complejas. Solo están presentes en el videojuego Saint Seiya Online, que sirven como jefes del nivel.

#### Curly
Curly (巻き curly?) de la Estrella Celeste de la Diferencia (天異星 Ten'isei?) es uno de los 108 Specters del ejército de Hades, dios del Inframundo y es una de las Tres Estrellas Oscuras del Inframundo (冥界 三陰 星), aparece como una clase especial de Espectros que tienen el poder de viajar en el tiempo, pudiendo intervenir en eventos pasados y, en consecuencia, cambiar el curso de la historia y sus Surplices que son amalgamas de otros formando unas Surplices más complejas. Solo están presentes en el videojuego Saint Seiya Online, que sirven como jefes del nivel.

#### Steven
Steven (スティーブン Sutībun?) de la Estrella Celeste del Asesinato (天殺星(殺人の天の星) Tensatsusei?) es uno de los 108 Specters del ejército de Hades, dios del Inframundo, es uno de los Specters que aparece en la reunión de los Specters en el castillo de Hades, y más en la invasión al santuario, y más tarde en el juego se le ve al lado de Gordon de Minotauros y Rock de Golem.

#### Stone
Stone (結石 sutōn?) de la Estrella Celeste de la Brillantes (天機星 Tenkisei?) es uno de los 108 Specters del ejército de Hades, dios del Inframundo, Este aparece en el valle del Viento Obscuro siendo uno de los seis Specters que en el modo historia atacan a Kanon de Gemini y este los elimina fácilmente con el Galaxian Explosion que dando sus cuerpos en el lugar.

#### Wyrm
Wyrm (ワーム Wāmu?) de la Estrella Celeste del Prestigio (天威星 Tenyisei?) es uno de los 108 Specters del ejército de Hades, dios del Inframundo. Pertenece a una de las siete clases del videojuego: la clase Wyvern, este specters es considerado una subclase y preevolucion del Wyvern.

## Espectros Secundarios
Son espectros de Hades fáciles de eliminar, no se mencionan sus nombres y solo de algunos se conoce cuales son sus estrellas.
- Espectros del Ataque al Santuario Tropa de Giganto de Ciclope fueron 17 espectros atacan el Santuario comandados por Giganto de Cíclope. Se menciona a Cube de Dullahan, Ochs de Gorgona y Mills de Elfo los cuales fueron eliminados por Saga Shura y Camus. Cinco fueron derrotados por Aioria, entre los espesctros se estaban: Kafka de Arlequín Mortal de la Estrella Terrestre de Amplitud (地闢星 chikatsusei?), la Estrella Terrestre de la Velocidad (地速星 chisokusei?) y la Estrella Terrestre de la Musica (地楽星 chigakusei?), el resto fue eliminado por Shaka, entre ellos estaban los de la Estrella Terrestre de la Locura (地狂星 chikyōsei?), la Estrella Terrestre del Castigo (地刑星 chikeisei?), la Estrella Terrestre de la Esclavitud (地奴星 chidosei?) y la 'Estrella Terrestre de la Guarida (地蔵星 chisōsei?). [1]
- Espectros del Castillo de Hades En el castillo de Hades aparece varios que sólo obedecen a Radamanthys. Atacan a los Santos de Bronce cuando pelean con su señor pero son derrotados. Entre ellos estaban Gerald de la Estrella Terrestre de la Prision (地囚星 Chishūsei?) y los siguientes Espectros: la Estrella Terrestre de la Ferocidad (地猛星 chimōsei?) y la Estrella Terrestre del Espíritu (地威星 chireisei?) y Estrella Terrestre de la Eficacia (地霊星 Chishīsei?) que aparecen en el castillo de Hades y más tarde vuelven a aparecer en el Valle del Viento Oscuro para ser eliminados por Kanon de Geminis.[1]
- Espectros del Valle del Viento Obscuro Seis espectros que enfrentan a Kanon cuando peleaba con Radamanthys en el Valle del Viento Oscuro, cuatro de ellos ya habían salido en el castillo de Hades. Kanon les destruye con su Galaxian Explosion. Entre ellos estaban la Estrella Terrestre de la Dignidad (地威星 chiisei?) y la Estrella Terrestre del Espíritu (地霊星 chireisei?)  y Estrella Terrestre de la Eficacia (地霊星 Chishīsei?).[1]
- Espectros del Cocytos Cuatro espectros que observan el Lago Cocyto con los cadáveres de Valentine y los Santos de Oro Mu de Aries, Milo de Escorpio y Aioria de Leo. Mu, Milo y Aioria recuperan sus fuerzas y les derrotan. Estos eran los de la Estrella Terrestre de la Luz (地明星 chimeisei?), Estrella Terrestre del Avance (地進星 chishinsei?), Estrella Terrestre de la Retirada (地退星 chitaisei?) y Estrella Terrestre de la Persecución (地遂星 chisuisei?).[1]
- Espectros de la Sexta Prisión Un grupo de cinco Espectros aparecen para enfrentarse a los Bronze Saints, Shiryū de Dragon y Hyōga de Cygnus que se encuentran en el camino de la Sexta Prisión y los cuales son derrotados fácilmente por el Rozan Ryūhishō y el Diamond Dust.
- Espectros del Muro de los Lamentos Seis espectros en el espacio superdimensional atacan a Ikki y Pandora, cuando esta moribunda. Ikki les derrota con su Hō Yoku Ten Shō. Son los últimos espectros. Entre ellos estaban Isolde de la Estrella Terrestre del Mal (地悪星 chimasei?), Fabio de la Estrella Terrestre de la Razón (地理星 Chirisei?), la Estrella Terrestre de la Vacuidad (地空星 Chikūsei?), la Estrella Terrestre del Equilibrio (地平星 Chiheisei?) y Estrella Terrestre del Calculo (地数星 Chisūsei?).[1]
- Espectros de la Tropa Suikyo de Garuda  Un grupo de 9 Espectros, acompañan Suikyō en su invasión al Santuario. 5 de ellos mueren contra Shion de Aries y 4 de ellos contra Ox de Taurus. Son completamente original y sólo aparecen en Next Dimension aunque al ser el Next Dimension el pasado de la Serie Clásica se da a entender que también aparecen el siglo XX, están bajo la jurisdicción de Suikyō de Garuda, por lo se podría decir que en el siglo XX están bajo la jurisdicción de Aiacos de Garuda.
- Espectros de la Tropa de Death Toll de Cáncer Después de rescatar de la muerte a Death Toll este guía a un pegueño grupo de espectros a través de las 12 casas. Su grupo está formado por siete espectros completamente nuevo. Todos serán asesinados por Goldie cuando llegan a la Casa de Leo, No se sabe de que juez son subordinados de todos los espectros resalta que uno es El Espectro de Gusano. El Espectro de Gusano aparece cuando Death Toll de Cancer, le dice a Kaiser de Leo que falta un Espectro. El Espectro de Gusano ataca a Kaiser de Leo y a Goldie, pero Kaiser se libera fácilmente, después Death Toll lo ataca con su Ataque Durazno y asesina al espectro.
- Espectros de la Tropa de Veermer de Grifo  Son la tropa guiada por el espectro Vermeer de Griffon que fueron aniquilados por los santos Death Toll e Ikki.
- Espectros del Episode G Un pequeño grupo de Specters, durante el final de la Guerra Santa del siglo XVIII, entre los cuales resaltan Raimi de Worm, Rock de Golem, Charon de Acheron, Gordon de Minotauros y Phlegyas de Lykaon, cuando el dios Hades fue sellado y la guerra santa terminó, un grupo de espectros junto planeaban romper el sello de Hades para que vuelva a la guerra santa, fueron derrotados por el Stardust Revolution de Shion de Aries.
- Espectros de la Invasión al Santuario Durante la invasión al Santuario guiado por Hades junto sus specters se ven a varios de ellos ser derrotados por los Saints como Sage de Cancer, Hakurei de Altar y la Saint de liebre.
- Espectros de los Recuerdos de Pandora Dos Espectros junto a Myū de Papillón, Giganto de Cíclope y una gran cantidad de Esqueletos se pueden ver durante los recuerdos de Pandora cuando fue nombrada como líder mortal de los Espectros.
- Espectro Líder de los Centauros En el Gaiden de Sagitario, con el objetivo de llamar la atención de Ilias de Leo, este Specter comanda a un grupo de Centauros durante el ataque a un pequeño pueblo. Son enfrentados por Sísifo y Hasgard, al derrotar a los centauros. Este Specter les hace frente con su ataque que con sus flechas absorbía su vitalidad. Luego aparece Ilias de Leo quien acaba rápidamente con el usando su Lightning Plasma. Durante la Guerra Santa, este Specter forma parte de un pequeño grupo de Specters y Skeletons resucitados por Alone.
- Espectros del Ataque a la Aldea de Manigoldo de Cancer Aparecen en los Recuerdos del pasado de Manigoldo de Cancer, cuando era niño, se ve a un grupo de cinco Specters que atacaron la villa de Manigoldo de Cancer la cual masacraron hasta no dejar a ninguno vivo, excepto por Manigoldo de Cancer y los cuales fueron derrotados por Sage de Cancer, más tarde tras derrotar a los Specters, Sage de Cancer con Manigoldo de Cancer con los Espíritus de los aldeanos muertos y más tarde un sermón sobre la importancia de la vida y lo importante de protegerla, Sage y Manigoldo este se marchan al Santuario.
- Espectro de los Recuerdos de Yato de Unicornio En el anime, durante los recuerdos de Yato, se puede observar a un Specter con armadura de toro. Este specter tenía la particularidad de poseer la marca de Thanatos en la frente. Fue derrotado por Kardia de Scorpio, luego de que intentara matar a Yato y a su hermana Mi-Young. En los bocetos previos se puede ver al Espectro de la Estrella Terrestre de la Locura atacar a Yato, pero al final se decidió cambiar por un boceto totalmente diferente pero bajo la misma Estrella Maligna.
- Espectros de la Tropa de Giganto de Ciclope  En la Guerra Santa de XVl Invaden el Santuario guiado por Hades junto a varios Espectros entre ellos se destacan el de Gusano y el de Murciélago que muere a manos de Hakurei de Altar. En el siglo XVIII un pequeño grupo de Espectros de tres en el manga y dos en el anime aparece siempre en compañía de Giganto, quien se desempeña como líder del grupo. Ni sus nombres ni sus surplices ni sus Estrellas malignas fueron identificados a lo largo de la serie. Debido a que son subordinados de un Espectro de Estrella Terrestre, es seguro asumir que esta misma clasificación se aplica a los demás miembros de la tropa. Y también es seguro decir que están bajo la jurisdicción de Radamanthys de Wyvern, ya que Giganto es un subordinado de este Kyotō.
- Espectros de la Emboscada a los Silver Saints Al inicio de la Guerra Santa el Santuario envió a 5 Silver Saints: Saint de Cerbero, Saint de Auriga, Saint de Sagita, Saint de Mosca y al Saint de Hound para investigar el paradero de Hades, estos fueron emboscados por Espectros a los cuales fueron derrotados fácilmente y luego de que uno sobreviviera fue a la Catedral de Hades donde los Silver Saints lo siguieron hasta la catedral donde el espectro muere y los Silver Saints son emboscados por otros Espectros como Lune de Balrog, Charon de Acheron, Zelos de Frog, Sylpheed de Basilisk, Myū de Papillon y Kafka del Arlequín Mortal que los esperaban junto a Pandora y donde los aniquilaron.

- Espectros de la Tropa de Alone Al inicio de la Guerra Santa a Alone algunos Espectros junto a Kagaho de Bennu que se encuentran presentes tras la misión fallida del despertar de Hades, Dohko de Libra y Shion de Aries y perder a Tenma de Pegasus y Yato de Unicorn en el proceso, Alone y sus Espectros regresan a la Catedral de Hades. En el Manga aparecen Alone y sus Espectros como: Kagaho de Bennu, Cube de Dullahan, Mills de Elf, Ochs de Gorgon y Kafka del Arlequín Mortal y otros Espectros. En el Anime aparecen Alone y sus Espectros como: Kagaho de Bennu, Gordon de Minotauros, Iván de Troll, Rock de Golem, Valentine de Harpy, Valentine de Harpy, Charon de Acheron y otros Espectros.
- Espectros de la Reunión de la Catedral de Hades con los Espectros  En la reunión de los Specters con Hades (quien no era otro que Alone en la catedral de Italia, se puede presenciar a por lo menos cinco Specters no identificados que se hacen presentes ante su dios.
- Espectros del Pasillo de la Catedral de Hades Estos Espectros se encuentran presentes en uno de los pasillos de la Catedral de Hades donde Pandora junto con Cheshire de Cait Sith en el cual encontraban caminando y platican hasta que el Dios de los Sueños Hypnos donde le da la orden de en cerrar a Alone.
- Espectros de la Tropa de Minos de Grifo Este Grupo de Espectros está formado por catorce Espectros entre ellos Minos de Grifo, Byaku de Nigromante, Fabio y 11 Espectros desconocidos. Ocho espectros son asesinados por Albafica, y otros 4 de ellos son asesinados junto a Byaku de Nigromante por las Rosa Sangrienta en el camino a Rodorio. Estos últimos espectros son resucitados, pero más tarde vuelven a morir.
- Espectros de Tropa de Edward de Sylpho Un grupo de cuatro Espectros, dirigido por Edward de Silfo, fueron enviados a Jamir en una misión para recuperar los frutos del árbol Mokurenji, recogidos por Tenma, Yato y Yuzuriha durante el siglo XVIII, con el propósito de crear un medio para sellar las almas de los Espectros. No se sabe de que juez son subordinados, pero se sabe que pertenecen al rango de Estrellas Terrestre, del grupo, sólo Edward se reveló su nombre, sapuri y estrella, mientras que los miembros se enumeran en las fuentes oficiales sólo como "invasores de Jamir" o "Compañeros de Edward."
- Espectros de Tropa de Gregor de Genbu Un pequeño grupo de 5 Espectros que acompañan y sirven a Gregor de Genbu protegen la entrada a la Catedral de Hades, estos Espectros son asesinados en un instante por El Cid de Capricorn.
- Espectros de la Tropa de Aiacos de Garuda The Lost Canvas Un grupo de Espectros aparecen en el Garudaship, cuatro espectros y Tokusa de Hanuman que obedecen las órdenes de "Aiacos".
- Espectros del Inframundo de Medio Iden Dark Wing Un grupo 2 de Espectros aparecen en el Inframundo cuando se da el ataque de la diosa Athena Cattleya Mikagami al Infierno, donde esto Specters junto un Skleletons intentaban salvar a algunos almas que habitan en el inframundo, pero fueron eliminados tras la destruction del Infierno, Hades traslado a todas las almas al Elysion para vivir tranquilos y en paz.
- Espectros de Saint Seiya Online En el videojuego Saint Seiya Online, se Muestra el ejército de Espectros comandados por el Dios del Infierno Hades y los dioses gemelos Hypnos y Thanatos la Emperatriz de Inframundo Perséfone y el Dios de los Sueños Oneiros, Espectros como Rhadamanthys de Wyvern, Aiacos de Garuda, Minos de Griffon, Valentine de Harpy, Sylpheed de Basilisk, Queen de Alraune, Kagaho de Bennu, Valentine de Harpy, Pharaoh de Sphynx, Lune de Balrog, Gordon de Minotauros, Iván de Troll, Rock de Golem, Charon de Acheron, Myū de Papillon, Giganto de Cyclops, Raimi de Worm, Zelos de Frog, Cube de Dullahan, Mills de Elf, Ochs de Gorgon, Kafka del Arlequín Mortal, Isolde, Gerald, Fabio, Steven, Stone, Larry, Moe, Curly, Wyrm, Estrella Terrestre del Silencio (地進星  Chizensei?), Estrella Celeste de la Sustancia (天慧星(物质量) Tenkeisei?), Estrella Terrestre de la Fuerza (地強星(力量星) Chikyosei?), estrella Celeste de la Singularidad (天異星 Ten'isei?), Estrella Celeste de las Tres Vergüenzas (Three Shame), Estrella Celeste de Onew, Estrella Celeste de Naira y Estrella Celeste de Har.
- Espectros Inéditos de Saint Seiya Online Son Espectros inéditos presentados exclusivamente en el Videojuego Saint Seiya Online, de los cuales otros Espectros son Quimeras de otros espectros representados, criatura, estrella y nombres no rebelados. Los Espectros se podían verce en la Beta China y algunos de los Nombres de los Personajes Fueron Revelados en la Brasileña entre ellos se encuentran: Oneiros, Morpheo, Fantaso, Icelo, Guardia de los Espectros, Dark Archangel, Vanguardia del Inframundo, Centinela de los Espectros, Tropa de Elite del Inframundo, Infiltrados del Inframundo, Guardia de los Espectros, Extraño Vanguardia de los Espectros.
- Espectros de la Guerra Santa del Siglo XVIII de Saint Seiya Online En el videojuego Saint Seiya Online, se muestra la anterior guerra santa donde el ejército de Espectros comandados por el Dios del infierno Hades y los dioses gemelos Hypnos y Thanatos a su lado atacan el Santuario dende se logra apreciar a Espectros como Rhadamanthys de Wyvern, Myū de Papillon, Giganto de Cyclops, Raimi de Worm y Kafka del Arlequín Mortal para enfrentarse a los Saints y Soldados, la batalla final tras la muerte del Saint de Pegaso por salvar a Athena, los Gold Saints se lanzan en un ataque final donde solo Shion de Aries y Dohko de Libra sobrevivieron a la batalla de la Guerra Santa.
- Espectros del ataque al Santuario de Saint Seiya Online En el Videojuego Saint Seiya Online, Hay un grupo de 8 Vanguardias de los Espectros estos salen de portales comandados por Valentine de Harpy, Sylpheed de Basilisk y Kagaho de Bennu para enfrentarse a Kanon de Gemini y Ikki de Phoenix en una batalla en desigual contra una tropa de espectros.
- Espectros del ataque a la aldea en Saint Seiya Online En el Videojuego Saint Seiya Online, Un grupo de Skeletos comandados por Raimi de Worm atacan a una Aldea matando a los aldeanos, hasta que los Bronze Saints llegan y los derrotan.
- Espectros del portal de invasion de Saint Seiya Online En el Videojuego Saint Seiya Online, Un grupo de Espectros conformado por los Skeletos y los demás espectros.
- Espectros del Invasión de los Espectros al Santuario En el Videojuego Saint Seiya Online, Todo el ejército de Espectros de Hades junto con los Meikai San Kyotō se lanzan al ataque contra el Santuario en una batalla campal contra los Saints liderados por la Diosa de la Guerra Athena.
- Espectros del Espectros derrotados por Shiryu de Dragon  En el Videojuego Saint Seiya Online, Un grupo de 4 Espectros que se dirigen hacia Shiryū de Dragon, pero son derrotados por el Rozan Shō Ryū Ha.
- Espectros congelados de Saint Seiya Online En el Videojuego Saint Seiya Online, Un grupo de 5 Centinelas de los Espectros que se dirigen hacia Hyōga de Cygnus que son congelados y derrotados con el Diamond Dust.
- Espectros Enfrentamiento con los Bronze Saints de Saint Seiya Online En el Videojuego Saint Seiya Online, Un grupo de Espectros conformado por Valentine de Harpy, Gordon de Minotauros y Sylpheed de Basilisk que se enfrentan a Shiryū de Dragon y Hyōga de Cygnus con un resultado indefinido.

## Otros seguidores de Hades
- Los soldados esqueleto (雑兵スケルトン Zōhyō Sukeereton?) son comunes del ejército de Hades, no se cuentan entre los 108 espectros. Son personas con surplice iguales con una guadaña que se ven en varios de sus dominios, com el castillo o el tribunal.

- Markino de Esqueleto (雑兵 スケルトンのマルキーノ zōhyō sukeruton no Marukīno?), El único que se presenta por nombre y quien guía a Seiya y Shun al tribunal y luego es asesinado por el espectro Lune de Balrog por hacer demasiado ruido en este lugar. Sus técnicas eran Big Fart (ビッグファート Biggu Fāto?, Gran pedo), Little Belch (リトル・ベルチ Ritoru Beruchi?, Pequeño eructo). Su seiyū es Naoki Tatsuta, fue doblado por Víctor Covarrubias (DVD) y Irwin Daayán (TV).

- Rock de Esqueleto (雑兵 スケルトンのロック zōhyō sukeruton no Rokku?) es un personaje exclusivo del nuevo Spin-off Saint Mariya de Saint Seiya, es uno de los Esqueletos que Atacan el Parke de Diversiones para causar un gran alboroto y llamar la atención de los Santos de Athena, donde atacaron a Setsuna Yuuki la mejor amiga de Mariya de Pégaso la cual los termino derrotando de un solo golpe.

- Espectros encapuchados son hombres con la cara horrible como muertos vivientes. Uno derrota a un grupo de guardias y se enfrenta a Ichi y Nachi, que no le pueden tocar porque creó una barrera defensiva. Aparecen más que son derrotados por Jabu. Luego desaparecen. Solo aparecen en el manga.

- Cerbero es el perro infernal que vive en la segunda prisión devorando a todas las almas de los que llegan aquí. Es un perro gigante con 3 cabezas. Ataca a Seiya y Shun cuando entran. Intenta devorar a Seiya pero lo rechaza pues no come a seres humanos vivos. Cuando Pharaoh le ordena que los mate, Seiya derrota una cabeza y Shun las otras 2.

- Monjas oscuras, ellas son exclusivas de The Lost Canvas, su primera aparición fue cuando estaban vistiendo a Violete para la batalla en Yamir, su segunda aparición fue cuando estaban bañando a Pandora cuando esta veía la batalla de Dokho en el sanctuario para proteger la estatua de Atena, y su última aparición fue en el templo de Venus escribiendo los nombres de las personas que habían sido "salvadas" por el Lost Canvas siguiendo órdenes de Lune de Barlog, no se sabe cual es su verdadera función, pero por lo visto solo están para ser las criadas del ejército de Hades, o más o menos como lo son las doncellas que están en el sanctuario por lo que eso sería su única función hasta ahora.

### Santos revividos
Hay un total de quince Santos muertos en el pasado revividos por Hades con tal de que vayan al Santuario por la cabeza de Atena y también de que eliminen a los Santos de Bronce. En realidad no eran traidores de Atena, sino que era parte de un plan para conseguir la armadura de Atenea, para ello debieron actuar como traidores.
- Shion de Aries, al conocer el Santuario y las 12 Casas, fue enviado como guía de los otros Santos revividos, para finalmente, al demostrar que los Santos revividos no eran traidores, ayudar a Seiya y sus amigos reparando sus armaduras con la sangre de Atena.
- Deathmask de Cancer y Aphorodite de Piscis son enviados al Santuario y se enfrentan a Mu en la casa de Aries acompañados por Shion. Mu les envía al reino de Hades con su Starlight Extinction. Allí intentan enfrentar a Hades, pero son derrotados por Radamanthys de Wyvern.
- Saga de Geminis, Shura de Capricornio y Camus de Acuario son enviados al Santuario como refuerzo como Máscara Mortal y Afrodita. Derrotan a Mu y llegan hasta la casa de Cáncer, donde son interceptados por Shaka, allí sus cosmos desaparecen para luego reaperecer en Virgo haciéndose pasar por otro espectros. Matan a Shaka y luego enfrentan a Mü, Aioria y Milo. Luego del combate vuelven al Castillo de Hades y enfrentan a Pandora, pero mueren en el intento, el tiempo de vida que les dio Hades terminaba.
- Algol de Perseo, Dante de Cerbero y Capella de Auriga atacan a Shiryü y Shunrei en China para matarles. Shiryü les derrota de un golpe.
- Algethi de Heracles,  Dio de Mosca y Sirius de Can Mayor atacan a Shun en Japón mientras se dirigía al Santuario. Shun les derrota con sus cadenas.
- Misty de Lagarto, Babel de Centauro y Moses de Ballena atacan a Hyöga en Siberia pero son derrotados sin ningún problema. Uno de ellos (Babel) le revela que no son traidores y muere.

### Otros revividos

#### Partita de Búho
Partita de Búho (梟のパルティータ Ōru no Parutīta?) es la guardiana del Templo de Urano en "The Lost Canvas". Ella fue la mujer de Yoma y por ende madre de Tenma de Pegasus. Fue también la criada personal de Pandora cuando era una niña, cuando estaba embarazada de Tenma, se volvió la mejor amiga de Pandora, cuando Hades nació y fuese secuestrado por Yoma, Pandora enloqueció por las palabras de los Dioses Gemelos creyendo que Partita era la responsable del secuestro de Hades, por lo que envió a los Skeletons tras ella y recuperar a Hades, mientras Partita protegía a un Tenma recién nacido. El viaje de huida duro varios años, durante los cuales Partita logró criar a Tenma, un recuerdo que siempre quedó en el corazón del futuro Pegaso, el de su madre y el tomados de la mano y caminando juntos, pero finalmente los Skeletons la encontrarían, durante una última huida fue acorralada y herida de muerte, los esbirros de Pandora también murieron por razones desconocidas pero Tenma estaba a salvo y ahora estaba en manos de su padre quien retiró a Tenma que estaba profundamente dormido de los brazos de Partita, tras esto ella murió. Aparece por primera vez durante la audiencia que tiene Rhadamanthys con Alone, donde este último introduce a sus nuevos guardianes y posteriormente, aparecen en una segunda reunión de los Guardianes de los Templos Estelares que se encuentran en el Lost Canvas junto a los Otros guardianes, lista para pelear por Alone. 
En este lugar se revela que ella posee una Sapuri, que es una de los Guardianes de los Templos Malignos y además de que compartía las mismas intenciones de Yoma y se revela que ambos desean el poder de Pegaso para usarlo en contra de los dioses y convertirse en los nuevos soberanos del mundo, o los nuevos Adan y Eva, o por lo menos eso parece desde cierto punto de vista. Ya cuando Partita está a punto de matar a Tenma, aparece una Pandora totalmente enloquecida al ver a la "verdadera" Partita y decide matarla ella misma junto con Tenma, pero a causa de sus heridas ocasionadas en Saturno, esta no es rival para Partita quien le vence muy fácilmente, pero es salvada por Tenma, quien con una cara emotiva y con un aire de tristeza, no se sabe si hacia Pandora o hacia sus padres, este decide enfrentarse a ella y su armadura comienza a tomar un color dorado, debido a que esta fue resucitada 2 veces con la sangre de Asmita de Virgo en Jamir, y por Defteros en la isla Kanon. Sin embargo, poco le cuesta a Partita romper esta armadura y comienza a arrebatarle el alma de Pegaso legendario a Tenma, ante lo cual este reacciona y logra que su Cloth se transforme a su divina, una God Cloth. Solo así logra derrotarla, y en el proceso, logra ver los recuerdos de su madre y así saber la verdad sobre está. Durante la pelea que Partita sostiene con Tenma Pandora despierta y menciona que dentro de los espectros y caballeros de Athena no existe el Búho. Finalmente, se reveló que ella era en realidad la reencarnación de la mensajera de Athena, una especie de guerrera mitológica de Owl, que decidió encarnar como humana cuando su diosa decidió hacer lo mismo, para ser madre de Pegaso y cuidar a cualquier precio, que sus vínculos con la Diosa no se rompan. Partita aparece de nuevo frente a Tenma sosteniendo una cuenta del Rosario, indicándoles que guardaran silencio, como si alguien estuviera durmiendo. Tenma al observar detenidamente la cuenca, nota que esta contiene el alma de Yoma, dormido junto a un reloj, instantes después aparece Partita sosteniendo a Yoma, y este le dice a Tenma que sólo junto a Partitia él era feliz, pero Tenma no le cree. Por último se revela que en realidad estaban frente a Alone.